# Ring Christlich-Demokratischer Studenten
Ring Christlich-Demokratischer Studenten (zkratka RCDS) je německá studentská organizace se sídlem v Berlíně, založená v roce 1951. Jedná se o politicky orientované sdružení vycházející z křesťanskodemokratických hodnot a podporující sociální model tržního hospodářství, základní lidská práva a myšlenky evropské integrace. Na rozdíl od mládežnické Junge Union není svou činností přímo spojena se středopravicovou koalicí CDU/CSU, ale má institucionálně nezávislý charakter se statusem „spřízněné organizace“.
Strukturu tvoří 14 zemských svazů a 108 základních organizací. K lednu 2008 členská základna čítala přibližně 8 000 osob.
Na evropské úrovni mládežnických organizací je členem Evropského demokratického studentstva (European Democrat Students; EDS).

## Seznam spolkových předsedů
- Fritz Flick a Ernst Benda, 1951 až 1952
- Konrad Kraske, 1953 až 1956
- Wulf Schönbohm, 1967 až 1968
- Gerd Langguth, 1970 až 1974
- Hans Reckers, 1975 až 1977
- Friedbert Pflüger, 1977 až 1978
- Stephan Eisel, 1979 až 1980
- Johannes Weberling, 1981 až 1983
- Mario Voigt, 1999 až 2000

## Sídlo
RCDS Bundesverband

Paul-Lincke-Ufer 8b

10999 Berlin